# Flüchtlingspolitik (Deutschland)
Als Flüchtlingspolitik Deutschlands wird die Gesamtheit der rechtlichen Vorgaben und der Praxis des Umgangs der Bundesrepublik Deutschland und ihrer Vorgängerstaaten mit Flüchtlingen und Asylbewerbern bezeichnet, die in den Staat einreisen oder sich dort dauerhaft aufhalten wollen bzw. sollen.

## Geschichte der Flüchtlingsaufnahme bis 1990

### Heiliges Römisches Reich seit der Reformation
Mit der Durchsetzung des Grundsatzes „Cuius regio, eius religio“ im Augsburger Religionsfrieden wurde im Heiligen Römischen Reich die Grundlage für den Typus des Glaubensflüchtlings geschaffen, der der „falschen“ Konfession angehörte und deshalb in ein Gebiet floh, dessen Landesherr dem eigenen Glauben angehörte. So wurde z. B. Köln während des Dreißigjährigen Krieges (1618–1648) zum Fluchtort von Katholiken, unter ihnen auch hohen Würdenträgern.
Die Mark Brandenburg hatte durch den Dreißigjährigen Krieg etwa die Hälfte der Bevölkerung verloren; in der Uckermark sogar über 90 Prozent. Um diese Verluste auszugleichen, war das Land auf Zuwanderung angewiesen. Wirtschaftliche Überlegungen führten dazu, dass Fachkräfte aus der Landwirtschaft und Handwerker angeworben wurden. Es wurden aber auch Menschen aufgenommen, die aus religiösen Gründen ihre Heimat verlassen mussten. Beispielsweise nahm Brandenburg aufgrund des Edikts von Potsdam die aus Frankreich vertriebenen Hugenotten auf. Später wurden diese auch von solchen Ländern aufgenommen, in denen Verwandte des Preußenkönigs herrschten, z. B. von Ansbach-Bayreuth. Auch der größte Teil der Lutheraner aus Salzburg fand 1731/32 im Königreich Preußen eine neue Heimat, ebenso wie die aus Böhmen geflohenen Lutheraner und Reformierten in der 1750 gegründete Kolonie Nowawes (Potsdam-Babelsberg).
Glaubensflüchtlinge (Exulanten) aus dem Habsburgerreich wanderten vor dem Erlass des Toleranzpatents (1781) auch in andere protestantische Gebiete des Heiligen Römischen Reichs aus.
Während der Französischen Revolution flohen französische „Konterrevolutionäre“ in deutschsprachige Gebiete. Die erste Emigrationswelle in der ersten Hauptphase erfolgte unmittelbar nach den Ereignissen im Juli und August 1789. Zu den Emigranten des Sommers 1789 gehörte vor allem der Hochadel, besonders die direkte Verwandtschaft des Königs, sowie Teile des hohen Klerus und der Militärführung. Die zweite Welle setzte im Sommer 1790 mit dem Inkrafttreten der Gesetze zur Abschaffung des Feudalsystems und der Zivilkonstitution ein. Wiederum waren insbesondere Adlige, Geistliche und Offiziere unter den Emigranten. Eine dritte Welle begann schließlich nach dem 21. Juni 1791, dem Tag der gescheiterten Flucht König Ludwigs XVI. nach Varennes. Die zweite Hauptphase der Emigration vollzog sich nach den Septembermorden 1792 und der zunehmenden Radikalisierung der Revolution nach der Hinrichtung des Königs im Januar 1793. Es wanderten nun auch immer mehr Angehörige des Dritten Standes aus. Darunter waren viele ehemalige Anhänger der Revolution, teilweise sogar Girondisten, die mit den neuen Kräften in Paris gebrochen hatten oder inzwischen politischer Verfolgung ausgesetzt waren. Kleinere Auswanderungswellen wurden nach dem Ende der Terrorherrschaft durch den royalistischen Aufstand vom 5. Oktober 1795 in Paris, dessen Niederschlagung unter dem Kommando Napoleons erfolgte, und den Staatsstreich vom 18. Fructidor (4. September 1797) hervorgerufen.

### Kaiserreich und Weimarer Republik
Im Kaiserreich und in der Weimarer Republik war Deutschland eines der bevorzugten Länder für Juden, die aus Osteuropa, Ostmitteleuropa und Südosteuropa vor Pogromen und Diskriminierungen flohen. Die erste große Welle ostjüdischer Flüchtlinge erreichte Deutschland als Folge der russischen Revolution und Gegenrevolution in den Jahren 1904/05. Mit dem Ersten Weltkrieg, der Polen in einen Hauptkriegsschauplatz verwandelte, setzte die zweite große Welle ostjüdischer Auswanderung ein. Diese Welle richtete sich infolge der Blockade der Mittelmächte hauptsächlich nach Mitteleuropa, nach Deutschland und Österreich. Hunderttausende polnischer Juden wanderten nach Wien und Berlin: Kinder einer fremden Kultur, mit einem fremden Jargon, fremden Sitten und fremden Auffassungen. Sie kamen meist als Flüchtlinge, verarmt und gezwungen, auf jede Weise ihr Leben zu fristen. Allerdings gibt es keine Anhaltspunkte für die Annahme, dass Ostjuden aus ihren Herkunftsgebieten eine verstärkte Neigung zur Kriminalität mitgebracht hätten.
Die Historikerin Anne-Christin Saß fand heraus, dass in der zweiten Hälfte der 1920er Jahre sich Berlin von einem Ort der gestoppten Zuwanderung von Juden, die eigentlich in die USA oder nach Westeuropa hatten weiterziehen wollen, zum „world jewish center“ entwickelt habe. Dieser Wandel verstärkte nicht nur antisemitische Ressentiments der politischen Rechten, sondern löste auch Abwehrreaktionen bei voll integrierten, teilweise sogar an die deutsche Kultur assimilierten „Westjuden“ aus.

### Aufnahme von geflohenen und vertriebenen Deutschen und „Displaced Persons“ 1945–1949
Seit dem Ende des Zweiten Weltkriegs waren laut den Ergebnissen einer Volkszählung von 1950 rund 12,5 Millionen Flüchtlinge und Vertriebene aus den abgetrennten deutschen Ostgebieten in die vier Besatzungsgebiete und nach Berlin gekommen. Zusätzlich kamen 3 Millionen Flüchtlinge und Vertriebene aus der Tschechoslowakei, 1,4 Millionen aus dem Polen der Vorkriegsgrenzen, 300.000 aus der bis 1939 unter der Verwaltung des Völkerbunds stehenden Freien Stadt Danzig, knapp 300.000 aus Jugoslawien, 200.000 aus Ungarn und 130.000 aus Rumänien nach Deutschland. Vor allem in den Dörfern stießen diese Flüchtlinge und Vertriebenen oft auf Ablehnung der Alteingesessenen.
Im August 1952 wurde zur Entschädigung für die Vermögens- und Stellenverluste der Vertriebenen das sogenannte Lastenausgleichsgesetz erlassen. Die Rechtsstellung von „Vertriebenen“, „Heimatvertriebenen“, „Sowjetzonenflüchtlingen“ und Spätaussiedlern regelt das am 5. Juni 1953 in Kraft getretene Bundesvertriebenen- und Flüchtlingsgesetz (BVFG).
Eine Sonderrolle in der Geschichte der Flüchtlingspolitik in Deutschland spielen die sogenannten „Displaced Persons“ (DP) in der Zeit nach 1945. Die meisten von ihnen waren im Zuge des Zweiten Weltkriegs, vor allem als Zwangsarbeiter, nach Deutschland verschleppt worden. Nach einer großzügigen Definition galten auch befreite Kriegsgefangene, nach Kriegsbeginn freiwillig nach Deutschland gekommene Osteuropäer und vor der sowjetischen Armee Geflüchtete als „DPs“. „DPs“ sollten (und wollten überwiegend auch) repratriiert, d. h. in ihre Herkunftsländer zurückgebracht werden. Bürger der Sowjetunion wurden auch gegen ihren Willen repatriiert; Polen und Balten sowie die Zwangsarbeiter aus den Teilen Weißrusslands und der Ukraine, die vor dem Krieg auf polnischem Staatsgebiet gelebt hatten, hatten aber die Wahl, ob sie in ihre Heimat zurückgehen, in ein anderes Land emigrieren oder in Deutschland bleiben wollten. Da im östlichen Europa überall stalinistische Diktaturen errichtet wurden, waren viele „Displaced Persons“, insbesondere solche, die der Kollaboration mit den nationalsozialistischen Besetzern ihres Herkunftslands verdächtig waren, bestrebt, Deutschland nicht zu verlassen, da sie in ihrem Heimatland hohe Strafen zu erwarten hatten. Beispielsweise starb der ehemalige lettische General und spätere General der Waffen-SS Rūdolfs Bangerskis 1958 im Exil in Oldenburg (Oldb). Vom bundesdeutschen Gesetzgeber werden „Displaced Persons“ „heimatlose Ausländer“ genannt. Ihre Rechtsstellung auf der Grundlage des „Gesetzes über die Rechtsstellung heimatloser Ausländer im Bundesgebiet“ vom 25. April 1951 ähnelt der anerkannter Asylberechtigter.
In der Regensburger Ganghofersiedlung (dem ehemaligen „Göring-Heim“ der Nazis) entstand zwischen 1945 und 1949 auf Initiative der Amerikaner eine Siedlung für etwa 5000 „Displaced Persons“ aus der Ukraine. Ähnliche Siedlungen entstanden auch andernorts in Deutschland. Kontakte zu Deutschen außerhalb der Lager bzw. Siedlungen gab es kaum oder sie waren oberflächlicher Natur. 1950 kommentierte die Rheinische Post die Auflösung eines mit „DPs“ belegten „Polenlagers“ in Solingen mit der Bemerkung, endlich sei es vorbei mit der „polnischen Wirtschaft“; anstelle des „Nachkriegs-Schandflecks“ werde „bald wieder bergische Sauberkeit in der verschandelten Gegend herrschen“. Zusätzlich waren die Ukrainer-DPs vielerorts schon deshalb unbeliebt, weil sie angesichts der damaligen Notsituation als bevorrechtigt angesehen wurden, zum Teil aus ehemaligen Nazi-Helfern bestanden und kleinkriminelle Banden bildeten, die den damals für die Versorgung der Bevölkerung notwendigen Schwarzmarkt beherrschten.

### Flüchtlinge aus der DDR in der Bundesrepublik Deutschland
Von der Gründung der DDR am 7. Oktober 1949 bis in den Juni 1990 verließen über 3,8 Millionen Menschen den Staat, davon viele illegal und unter großer Gefahr. Eingeschlossen sind in diese Zahlen auch 480.000 seit 1962 legal ausgereiste DDR-Bürger. Etwa 400.000 kehrten im Laufe der Zeit wieder in die DDR zurück.
Die Politik der Bundesregierung pflegte gegenüber Flüchtlingen aus der DDR eine ausgesprochene „Willkommenskultur“.

### Ausländische Flüchtlinge in der Bundesrepublik Deutschland 1949–1990
Aufgrund der Erfahrungen deutscher Emigranten, die auf der Flucht vor Nationalsozialisten auf ein Land angewiesen waren, das sie als Flüchtling aufnahm, wurde 1948/1949 in das Grundgesetz für die Bundesrepublik Deutschland als Artikel 16 die folgende lapidare Bestimmung aufgenommen: „Politisch Verfolgte genießen Asylrecht“. Damit verpflichtet sich die Bundesrepublik Deutschland, politisch Verfolgten ein Aufenthaltsrecht zu gewähren.
Die zweite rechtliche Grundlage für die Asylpolitik der Bundesrepublik Deutschland bildet die 1951 verabschiedete und 1954 in Kraft getretene Genfer Flüchtlingskonvention (amtlich Abkommen über die Rechtsstellung der Flüchtlinge genannt), das weltweit gültige Mindeststandards für den Umgang mit Flüchtlingen vorgibt. Der Personenkreis, der von dieser Konvention erfasst wird, wird „Konventionsflüchtlinge“ genannt.
Zwischen 1953 und 1979 wurden im Mittel knapp 8.600 Asylanträge pro Jahr gestellt; die Zahl der durchschnittlichen Anträge kletterte zwischen 1980 und 1990 auf mehr als 70.000. Hauptgrund für den Anstieg der Asylbewerberzahl war der Militärputsch in der Türkei 1980. Er führte zu einer Flucht Tausender Türken und vor allem Kurden in die Bundesrepublik Deutschland.
Im Rückblick wird kritisiert, dass die Bundesrepublik Deutschland durch den Anwerbestopp für Arbeitsmigranten 1973 und das Fehlen eines Einwanderungsgesetzes nur zwei Möglichkeiten einer Zuwanderung für Nicht-Deutsche aus Staaten außerhalb der Europäischen Union übrig gelassen habe: den Familiennachzug und die Geltendmachung des Grundrechts auf Asyl. Das „Nadelöhr“ des Asyls sei sehr früh „von außen her bald kraftvoll aufgestemmt und von innen her immer wieder neu zugezogen“ worden „in einem öffentlichen Abwehrkampf, der das Feindbild des so genannten ‚Asylanten‘ stiftete“.
Während des Kalten Krieges flohen hunderttausende Menschen aus den Staaten Ost-Mitteleuropas über den „Eisernen Vorhang“ nach Westen. Insbesondere nach der Niederschlagung des Ungarnaufstandes von 1956, der gewaltsamen Beendigung des „Prager Frühlings“ in der Tschechoslowakei 1968 oder der Solidarność-Bewegung in Polen wurde politische motivierte Flucht erneut zu einem Massenphänomen. Aufnahme und Asyl fanden die Flüchtlinge vor allem in den Ländern der NATO-Pakt-Staaten, insbesondere in der Bundesrepublik Deutschland.
Paradoxerweise stellten erst nach der Öffnung der Grenzen der Warschauer-Pakt-Staaten in Richtung Westen Migranten aus den nunmehr postkommunistischen Staaten die Mehrheit der Asylbewerber in Deutschland: 1986 waren noch rund 74,8 Prozent der Asylsuchenden aus der „Dritten Welt“ gekommen. 1993 stammten 72,1 Prozent aus Europa und vor allem aus Ost-, Ostmittel- und Südosteuropa.
Ende 1978 beschloss die Bundesrepublik mehrere südvietnamesische Flüchtlinge aufzunehmen. Vorangegangen war eine mediale Berichterstattung über das Elend der sogenannten boat people. Damit den 40.000 betroffenen Vietnamesen, die die Bundesrepublik Deutschland aufgenommen hatte, lange Asylverfahren erspart blieben, wurde die Kategorie der „humanitären Flüchtlinge“ geschaffen. 1986 wurde die Menschenrechtsorganisation Pro Asyl gegründet, die sich für den Schutz und die Rechte verfolgter Menschen in Deutschland und Europa einsetzt.

### Von der DDR aufgenommene Flüchtlinge
In den Jahren der deutschen Teilung flohen politisch Verfolgte aus Griechenland, Chile, Angola, Mosambik, El Salvador und Nicaragua auch in die DDR. Allerdings hatten sie dort nur wenig Kontakt mit der Bevölkerung im Alltag, weil sie kaum mit ihr lebten, sondern in speziellen Wohnheimen untergebracht waren.
Die DDR nahm bis 1962 über 200 desertierte Soldaten aus NATO-Streitkräften, vorrangig US-Soldaten, auf.

## Flüchtlingspolitik 1990–2015
In den 1990er Jahren gab es im Gefolge der Auflösung des Ost-West-Konflikts eine Vielzahl von Krisen und Kriegen in Europa und in der Welt. Es herrschte Krieg im ehemaligen Jugoslawien; zwischen Äthiopien und Eritrea kam es zu Grenzstreitigkeiten, ebenso zwischen Mali und Burkina Faso; in Burundi gab es einen Bürgerkrieg, ebenso in der Republik Kongo, in Senegal und Simbabwe. Bis 1992 stieg die Zahl der Flüchtlinge auf 440.000 an. Als Reaktion hierauf gab es eine Welle von Brandanschlägen auf Ausländerunterkünfte (in Hoyerswerda, Rostock-Lichtenhagen, Mölln und Solingen). Die Akzeptanz rechtsextremer Parteien bei den Wählern nahm zu.
Als Reaktion auf diese Krise wurde die Asylpolitik Deutschlands im Wesentlichen durch die Einfügung des Artikels Art. 16a ins Grundgesetz geändert: Wer aus einem „sicheren Herkunftsland“ stammt oder aus einem „sicheren Drittstaat“ einreiste, konnte seitdem nicht mehr erfolgreich einen Anspruch auf Gewährung politischen Asyls erheben. 1993 wurde das Asylbewerberleistungsgesetz beschlossen. Es regelte unter anderem, dass Ausländer, die von Anfang an auf staatliche Transferleistungen angewiesen waren, einen niedrigeren Betrag als Deutsche und diesen Gleichgestellte erhielten. Er sank bis auf 40 Prozent unter den Satz für das Arbeitslosengeld II. 1997 wurde das Dubliner Übereinkommen geschlossen, durch das die deutsche Flüchtlingspolitik europarechtlich abgesichert wurde.
Da Deutschlands Nachbarländer ausschließlich als „sichere Drittstaaten“ gelten, sank erwartungsgemäß die Zahl der Asylsuchenden seit 1993 stetig, und zwar von ca. 320.000 auf ein Minimum von 28.018 im Jahr 2008. Geplant war, dass Asylbewerber nur noch dann eine Chance auf einen positiven Bescheid haben sollten, wenn sie mit dem Flugzeug eingereist sind. Als Teil des „Asylkompromisses“ durchlaufen Asylbewerber, die auf deutschen Flughäfen landen, noch im Transitbereich ein beschleunigtes Asylverfahren. Über den Antrag soll in der Regel in zwei Tagen entschieden werden, die Widerspruchsfrist beträgt lediglich drei Tage. Die Fallzahlen wurden auch dadurch niedrig gehalten, dass durch die Richtlinie 2001/51/EG Fluggesellschaften, die Drittstaatsangehörige (d. h. Bürger von Staaten, die nicht Mitglied der Europäischen Union sind) ohne gültige Einreisedokumente in einen EU-Staat einreisen lassen, Sanktionen zahlen müssen.

### Jüdische Kontingentflüchtlinge seit 1990
Nach 1990 kamen als Kontingentflüchtlinge Juden aus der ehemaligen Sowjetunion nach Deutschland. Mit ihnen gelang es, dort wieder jüdisches Leben zu entwickeln, wo die jüdischen Gemeinden im Nationalsozialismus (fast) ausgelöscht worden waren.

### Jugoslawienkriege (1991–1999)
Im Zuge der Jugoslawienkriege flohen bis 1995 350.000 Bürger des sich auflösenden Staates Jugoslawien nach Deutschland. Das entspricht 48 Prozent der Flüchtlinge, die das ehemalige Jugoslawien damals verlassen haben. Bis auf wenige Härtefälle kehrten die meisten von ihnen bis 2003 in ihre Heimat zurück.

## Asylpolitik seit 2015
Die Einreise mehrerer Hunderttausender Flüchtlinge und Migranten löste 2015 eine Flüchtlingskrise in Deutschland aus. Im Laufe der Flüchtlingskrise verschärfte Deutschland, wie auch andere Staaten Europas und die Vereinigten Staaten, ihre gesetzlichen Regelungen zu Migration und Asyl.
Für die Behörden wurde es im September 2015 immer schwerer, die große Zahl an Flüchtlingen unterzubringen. Das betraf insbesondere die Landes-Erstaufnahmeeinrichtungen (LEA). Das sind Unterkünfte, in denen die Flüchtlinge untergebracht wurden, nachdem sie beispielsweise an einem Bahnhof von der Bundespolizei aufgegriffen wurden. Um dem Bedarf zunächst wenigstens annähernd gerecht zu werden, eröffneten die dafür zuständigen Regierungspräsidien der Bundesländer an vielen Standorten provisorische Bedarfsorientierte Erstaufnahmeeinrichtungen (BEA). Die Zahl der in den LEAs und BEAs lebenden Menschen variierte täglich. Maximal wurden sie 2015 in diesen Erstaufnahmeeinrichtungen für drei Monate untergebracht. Die LEA in Karlsruhe hatte im September 2015 zum Beispiel eine Aufnahmekapazität von 1000 Bewohnern, tatsächlich leben aber 3500 Menschen dort.
Auch erwies es sich als schwierig, Neuankömmlinge schnell zu registrieren sowie nach der Registrierung Flüchtlinge, die aufgrund der Genfer Flüchtlingskonvention geschützt werden müssen, schnell von Migranten zu trennen, denen ein Aufenthalt in Deutschland rechtlich nicht zusteht. Als schwierig erwiesen sich auch das Auffinden illegal Eingereister sowie die zügige Abschiebung Nicht-Aufenthaltsberechtigter. Vor allem dieser Zustand führte zu einer kontroversen gesellschaftlichen Debatte über die deutsche Flüchtlingspolitik.
In ihrer Regierungserklärung vom 17. Februar 2016, kurz vor dem EU-Gipfel in Brüssel am 18. und 19. Februar, äußerte die Bundeskanzlerin, sie werde sich weiterhin für eine europäisch-türkische Lösung in der Flüchtlingsfrage einsetzen. Ziel sei es, „die Zahl der Flüchtlinge spürbar und nachhaltig zu reduzieren, um so auch weiterhin den Menschen helfen zu können, die unseres Schutzes wirklich bedürfen“. Dieses Ziel soll durch die Bekämpfung der Fluchtursachen, den Schutz der EU-Außengrenzen – insbesondere der Grenze zwischen Griechenland und der Türkei – und einen geordneten und gesteuerten Flüchtlingszuzug erreicht werden. Ankommende an der österreichisch-deutschen Grenze werden inzwischen registriert und kontrolliert. Ein einheitlicher Flüchtlingsausweis wird schrittweise eingeführt.
Im Oktober 2015 trat ein Gesetzespaket mit wesentlichen Änderungen im Asylrecht 2015 – Asylpaket I in Kraft. Am 3. Februar 2016 beschloss das Bundeskabinett ein zweites Gesetzespaket mit strengeren Asylregeln – Asylpaket II. Unter anderem ist die Einführung von besonderen Aufnahmeeinrichtungen (BAE) für bestimmte Gruppen von Flüchtlingen vorgesehen, deren Asylanträge innerhalb von drei Wochen entschieden werden sollen, inklusive der möglichen Berufung gegen die Entscheidung des BAMF vor Gericht.
Das Gesetzespaket wurde am 25. Februar 2016 vom Bundestag verabschiedet. Es wurde am 11. März 2016 ohne eine begleitende Veröffentlichung einer verfassungsrechtlichen Bewertung des Bundespräsidenten ausgefertigt und am 16. März 2016 im Bundesgesetzblatt verkündet. Der Kinderschutzbund hielt das Gesetzespaket aufgrund der Aussetzung des Familiennachzugs für subsidiär Schutzberechtigte für zwei Jahre in Teilen für verfassungswidrig. Vor dem Bundesverfassungsgericht scheiterte im Oktober 2017 ein Eilantrag auf Familiennachzug eines subsidiär Schutzberechtigten. Gemäß Urteil des Bundesverwaltungsgerichts vom Dezember 2022 ist die Regelung sowie die spätere Verlängerung der Aussetzung des Familiennachzugs verfassungskonform.
Im Januar 2024 verabschiedete der Bundestag das Rückführungsverbesserungsgesetz, das Abschiebungen erleichtern soll. Unter anderem erhielt die Polizei mehr Durchsuchungsmöglichkeiten und die Höchstdauer des Ausreisegewahrsams wurde von zehn auf 28 Tage verlängert.
Im Mai 2025 verfügte Bundesinnenminister Alexander Dobrindt (CSU) wenige Stunden nach seinem Amtsantritt eine Intensivierung der Grenzkontrollen. Gleichzeitig ordnete er an, auch Asylsuchende an der Grenze zurückzuweisen. Die Zurückweisung von Asylsuchenden bei Grenzkontrollen auf deutschem Gebiet ist nach einer Eilentscheidung des Berliner Verwaltungsgerichts vom 2. Juni 2025 jedoch rechtswidrig. Ohne Ausführung des sogenannten Dublin-Verfahrens dürfen Asylsuchende nicht abgewiesen werden. Geklagt hatten zwei Männer und eine Frau aus Somalia mit Unterstützung des Vereins Pro Asyl. Da die Eilentscheidung nach Auffassung Dobrindts nur für die drei Kläger galt, ordnete er die Fortsetzung der Zurückweisungen an. Nach überwiegender Auffassung verkannte Dobrindt die grundsätzliche Bedeutung des Urteils sowie die Auswirkungen auf Beamte der Bundespolizei. Obwohl das VG Berlin der Rechtsauffassung, ein Notstand i. S. d. Art. 72 AEUV liege vor, eine Absage erteilte, da die Antragsgegnerin hierzu nicht hinreichend substantiiert vortragen konnte, hielt das Bundesinnenministerium an seiner Weisung fest.
Im Mai 2025 beschloss die Bundesregierung zwei Gesetzesentwürfe zur Verschärfung des Asylrechts: Der Familiennachzug zu subsidiär Schutzberechtigten soll für zwei Jahre unterbunden sein, und die bisherige beschleunigte Einbürgerung nach drei Jahren bei „besonderen Integrationsleistungen“ soll nicht mehr möglich sein. Für die Gesetzesentwürfe ist die Zustimmung des Bundesrats erforderlich. Am 4. Juni 2025 beschloss die Regierung einen weiteren Gesetzentwurf, der es ermöglichen soll, sichere Herkunftsländer künftig per Rechtsverordnung festzulegen.

## Europäische Flüchtlings- und Asylpolitik
Aus der Sicht des Jahres 2008 teilte die Bundeszentrale für politische Bildung die Geschichte der Migrations- und Asylpolitik zunächst der Europäischen Gemeinschaften, später der Europäischen Union seit 1957 in drei Phasen ein:
1. 1957–1990: koordinierte Politik der Mitgliedstaaten
2. 1990–1999: zwischenstaatliche Zusammenarbeit
3. 1999–2008: Migrationspolitik als echte Gemeinschaftsaufgabe[51]